# Křížová kost
Křížová kost (latinsky: os sacrum) člověka je zakončením páteře a současně jednou z kostí tvořících pánev člověka. Její funkcí je přenos a rozložení váhy trupu do oblasti pánevního kruhu. Je tedy významným prvkem posturálního systému těla.
Kost má přibližně trojúhelníkový tvar, její horní část je nejširší a kaudálně se zúžuje směrem ke kostrči. Kost je složena nejčastěji z pěti křížových obratlů, které srůstají v kompaktní těleso. První křížový obratel je spojen meziobratlovou ploténkou s posledním páteřním bederním obratlem (L5). Přední stěna kosti má konkávní tvar a je hladká, je součástí kostěného porodního kanálu. Zadní část kosti je nerovná a má konvexní tvar. Svislou osou kosti vede křížový kanál (canalis sacralis), jenž je pokračováním páteřního kanálu, který vede míchu. V křížovém kanálu se však již mícha nenachází, vystupují z něj jen míšní nervy (cauda equina), a to čtyřmi párovými otvory. V nejnižším segmentu je kost křížová chrupavkou spojena s kostrčí.
Křížová kost je 'vklíněna' mezi párové pánevní kosti (os coxae) sakro-iliakálními klouby (articulatio sacroiliaca). Jejich nutační (pružící) pohyb při chůzi musí být přítomen. Pokud z nějakého důvodu (špatný stereotyp chůze, pád na zadnici, rozdílná délka končetin) dojde k blokádě obou nebo i jen jednoho sakroiliakálního kloubu, je třeba pohyb obnovit, jinak blokáda rezultuje ve zřetězenou bolest zad.